# Nueva Pinacoteca
La Nueva Pinacoteca (en alemán: Neue Pinakothek) es un museo de arte situado en Múnich, Alemania.
Se centra en el Arte europeo del siglo XIX, si bien cuenta también con ejemplos del siglo XVIII avanzado. Es considerado uno de los museos de arte del siglo XIX más destacados en todo el mundo, famoso por sus pinturas de Van Gogh, Paul Gauguin y Gustav Klimt.
Junto con la Antigua Pinacoteca y la Pinakothek der Moderne, forma parte del Kunstareal (Distrito de arte) en Múnich.

## Historia

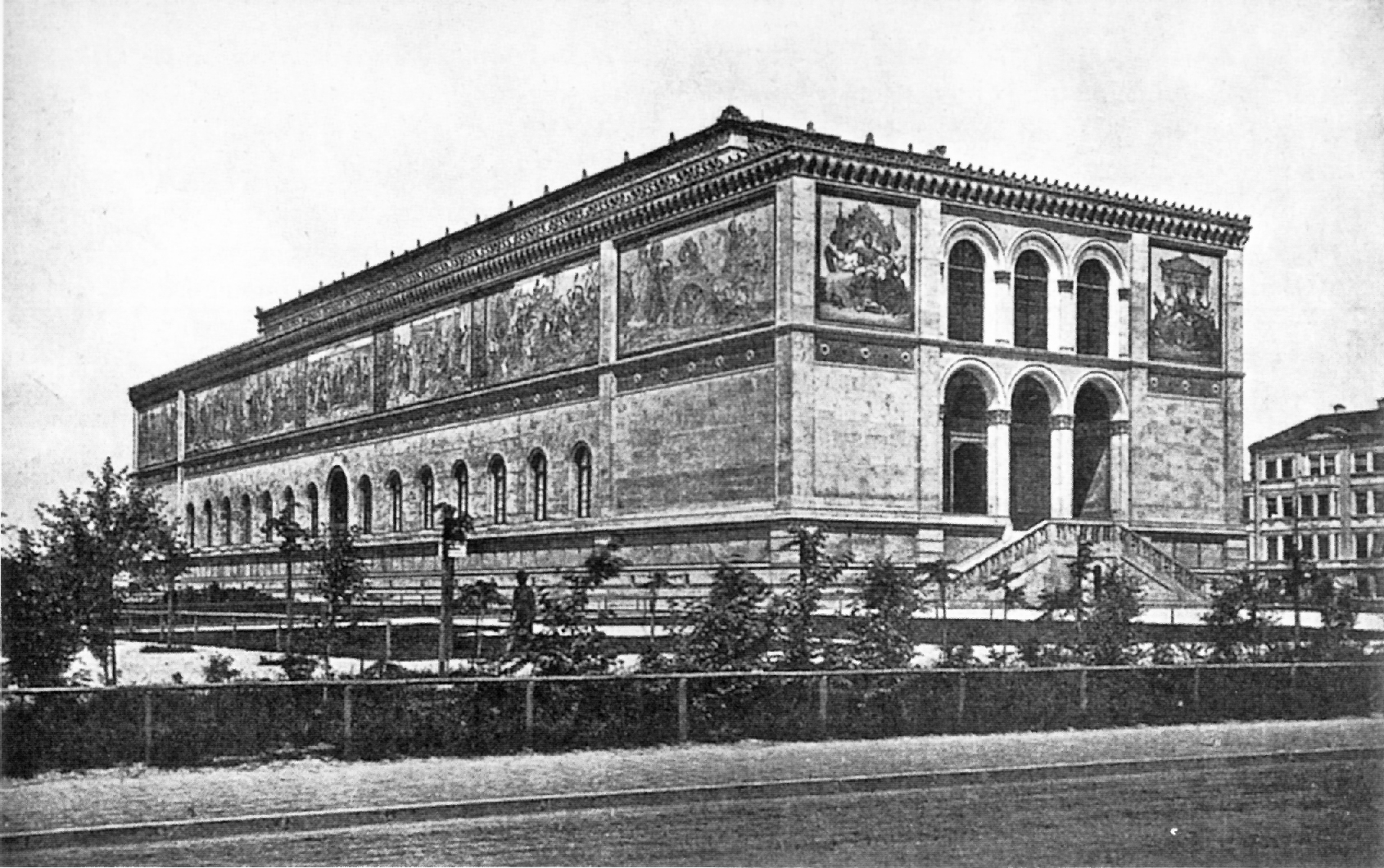
La Nueva Pinacoteca, 1880

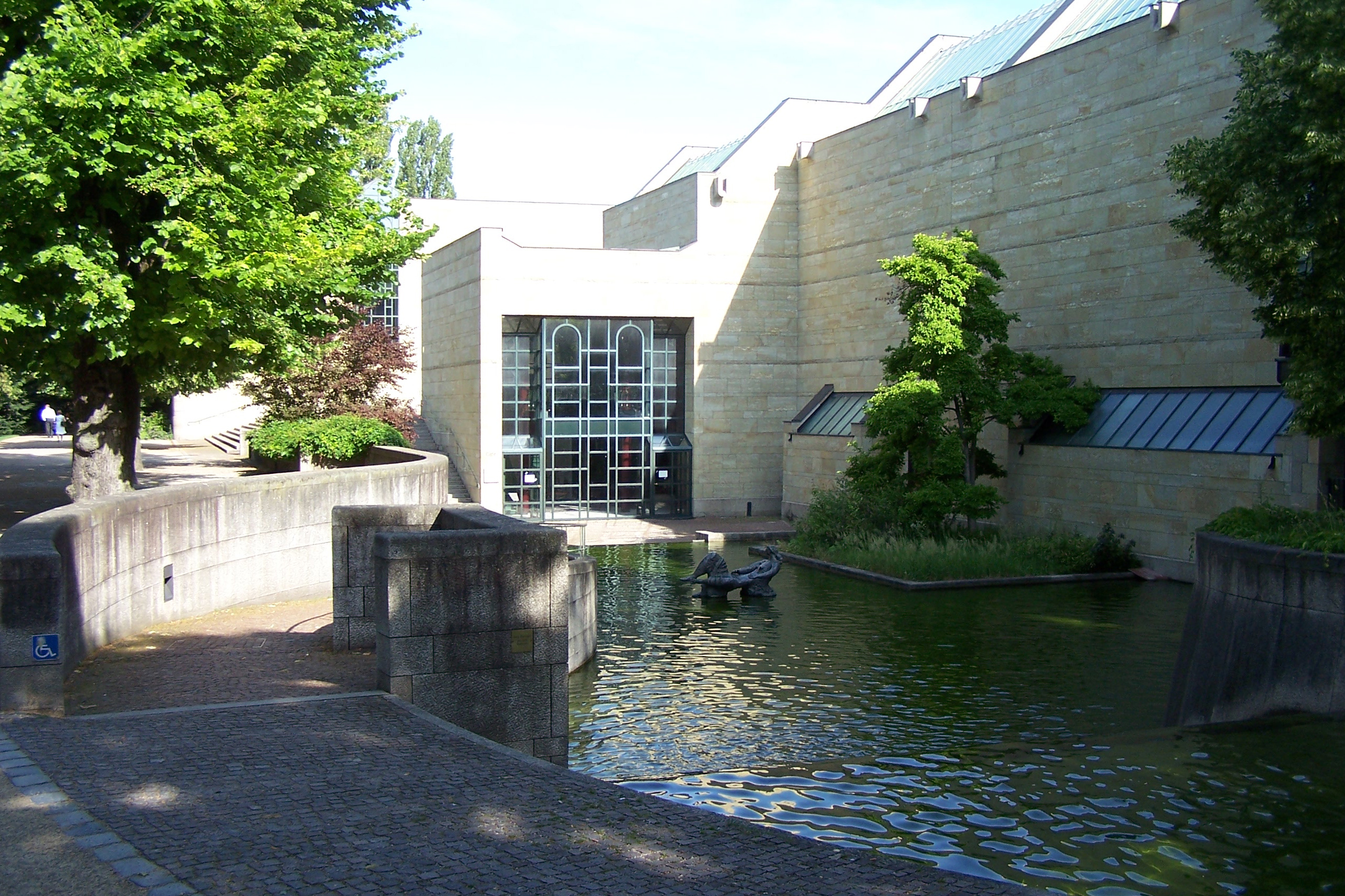
La Nueva Pinacoteca

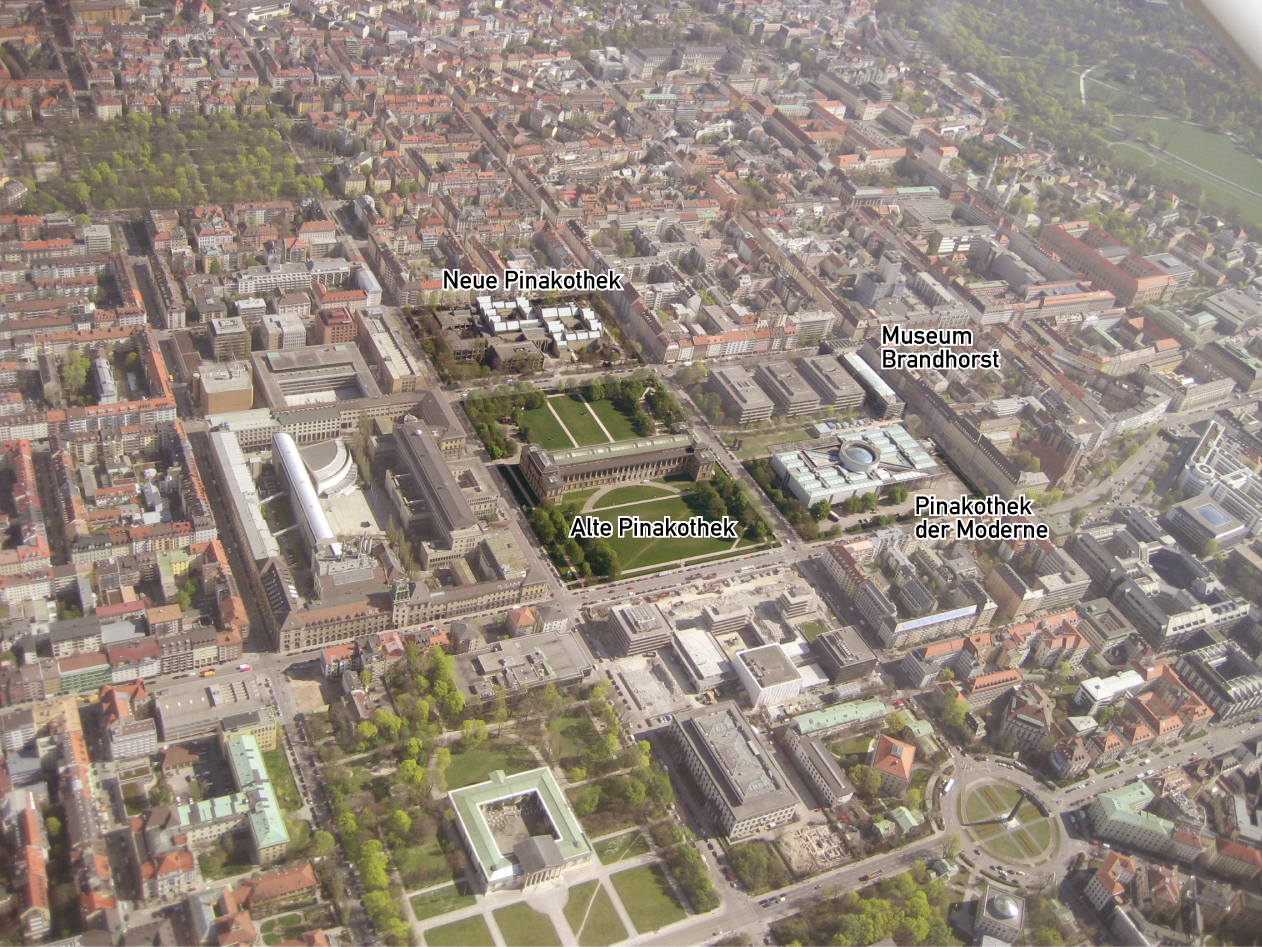
Kunstareal en Múnich

El museo fue fundado por el rey Luis I de Baviera en 1853. La llamada Tschudi Contribution envió entre 1905 y 1914 extraordinarias colecciones impresionistas al museo. Hugo von Tschudi, director del Estado coleccionista, adquirió cuarenta y cuatro pinturas, nueve esculturas y veintidós dibujos, la mayoría creados por nuevos artistas franceses.
En 1915 el museo pasó a manos de Estado de Baviera. En 1930 expuso temporalmente, en primicia mundial, un núcleo de alrededor de 400 cuadros de la hoy famosa colección Thyssen-Bornemisza.
El edificio original fue destruido durante la Segunda Guerra Mundial, pero en 1981 se inauguró el nuevo edificio que había sido diseñado por Alexander Freiherr von Branca.

## Colecciones
El museo expandió sus colecciones a más de 3000 pinturas europeas desde el Clasicismo hasta el Modernismo. Se exhiben cerca de 400 pinturas y 50 esculturas.

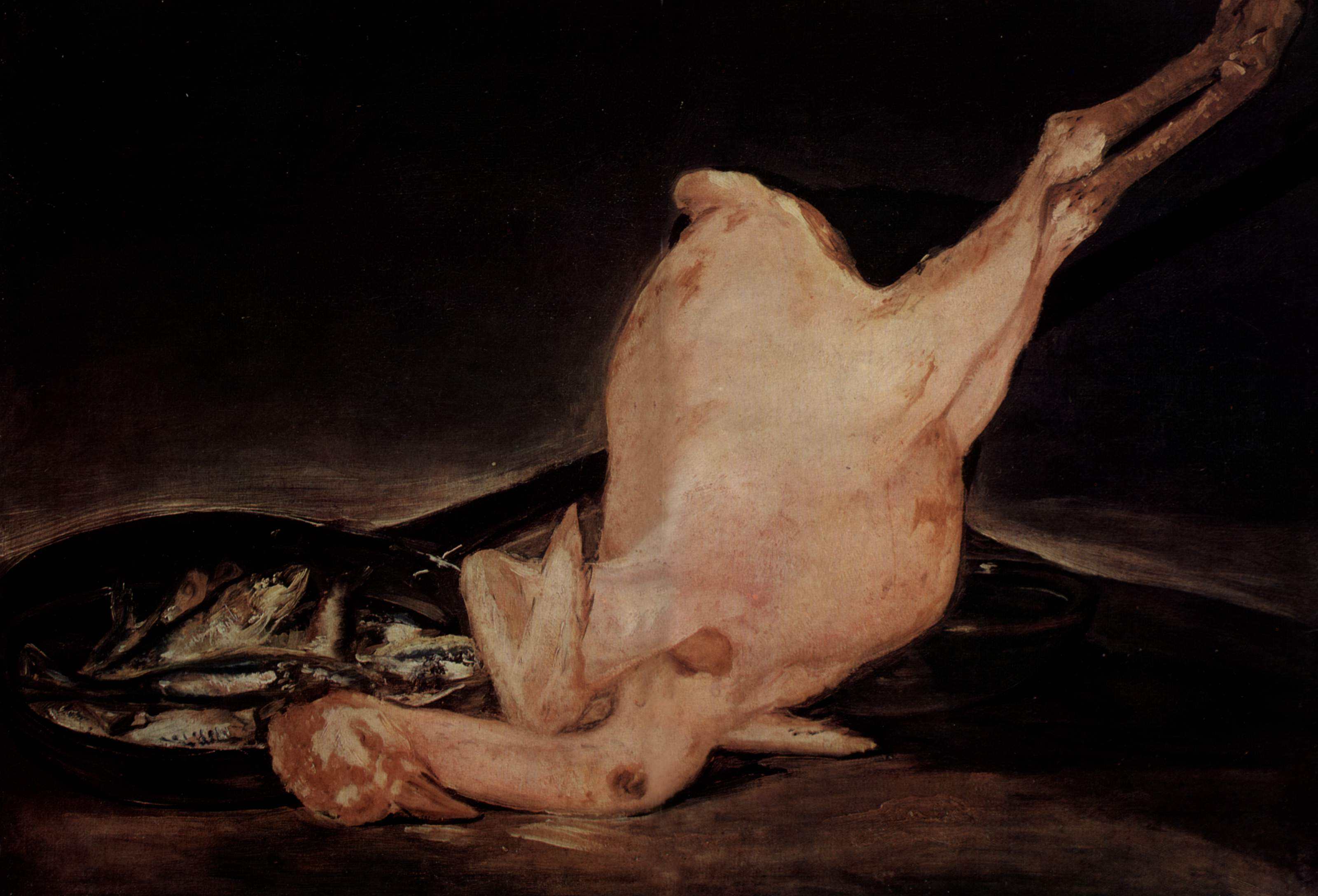
Francisco de Goya Pavo desplumado (1810).

- Pintura internacional de la segunda mitad del siglo XVIII
- Pintura inglesa del siglo XVIII y principios del XIX
- Artistas alemanes del clasicismo romano
- Romanticismo alemán
- Biedermeier
- Romanticismo francés
- Deutschrömer
- Pinturas artísticas
- Escuelas internacionales del siglo XVIII
- Impresionismo alemán
- Impresionismo francés
- Modernismo de principios del siglo XX

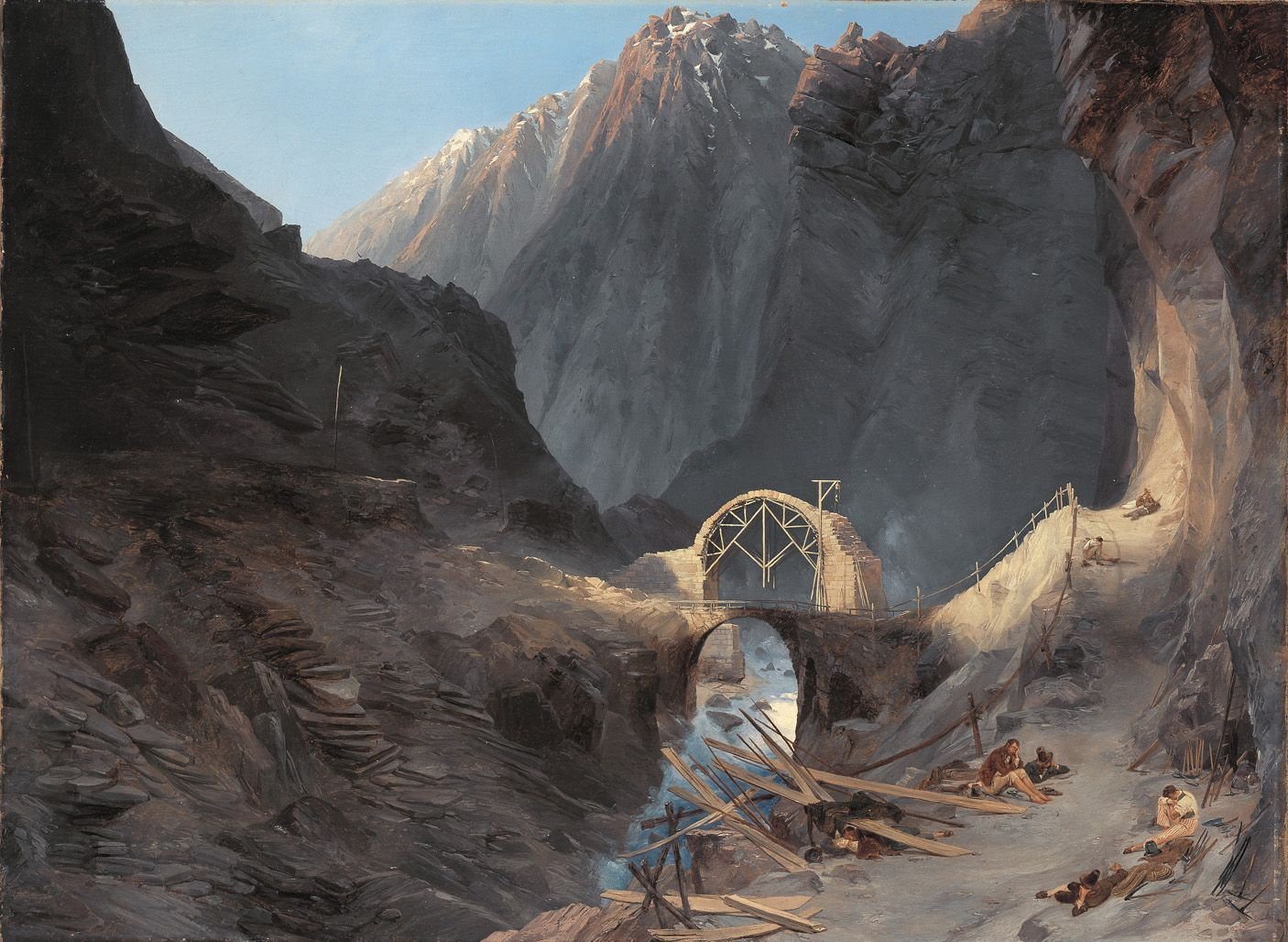
Carl Blechen Bau der Teufelsbrücke (1830/32)

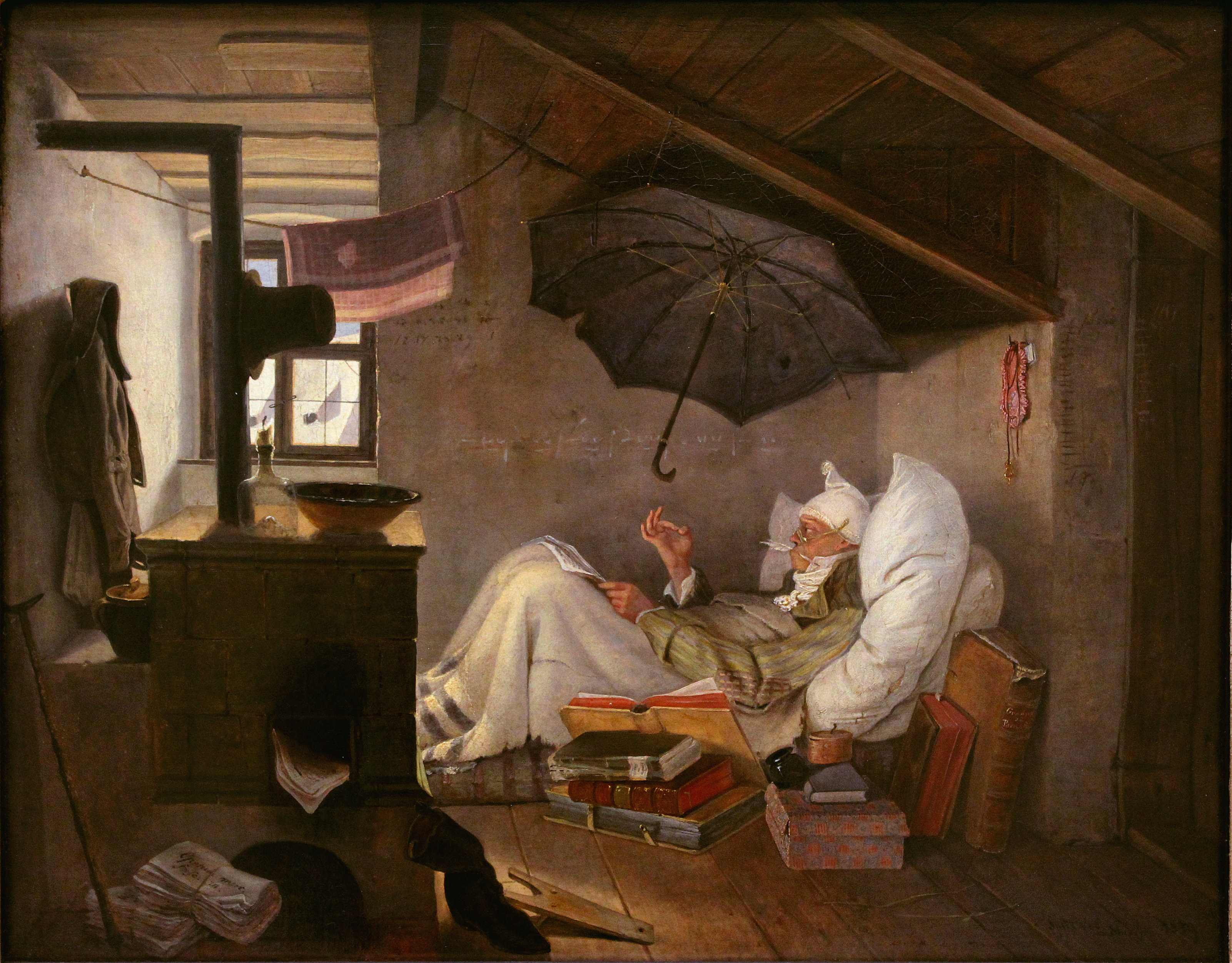
Carl Spitzweg Der arme Poet (1839)

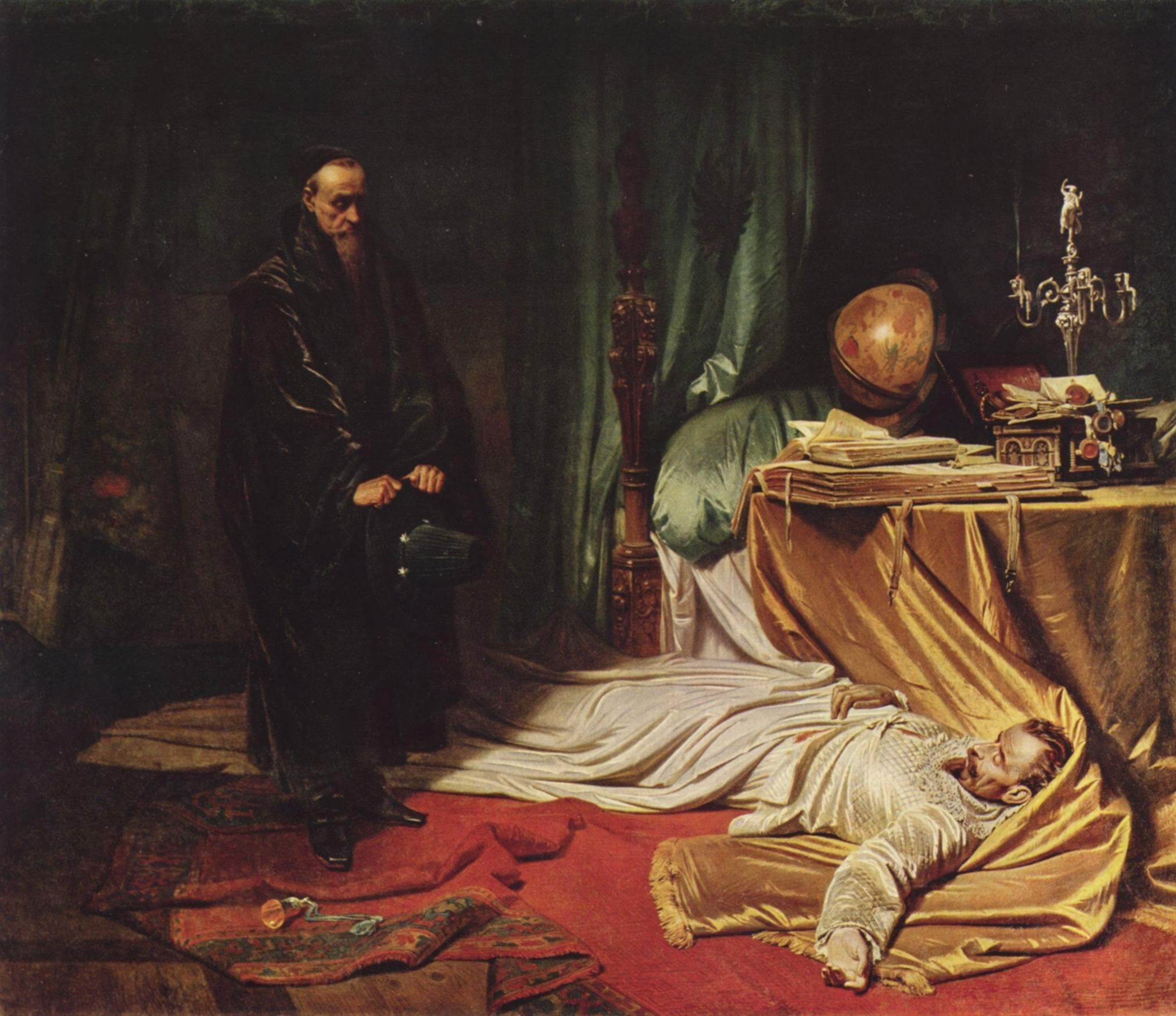
Carl Theodor von Piloty Seni vor der Leiche Wallensteins (1855)

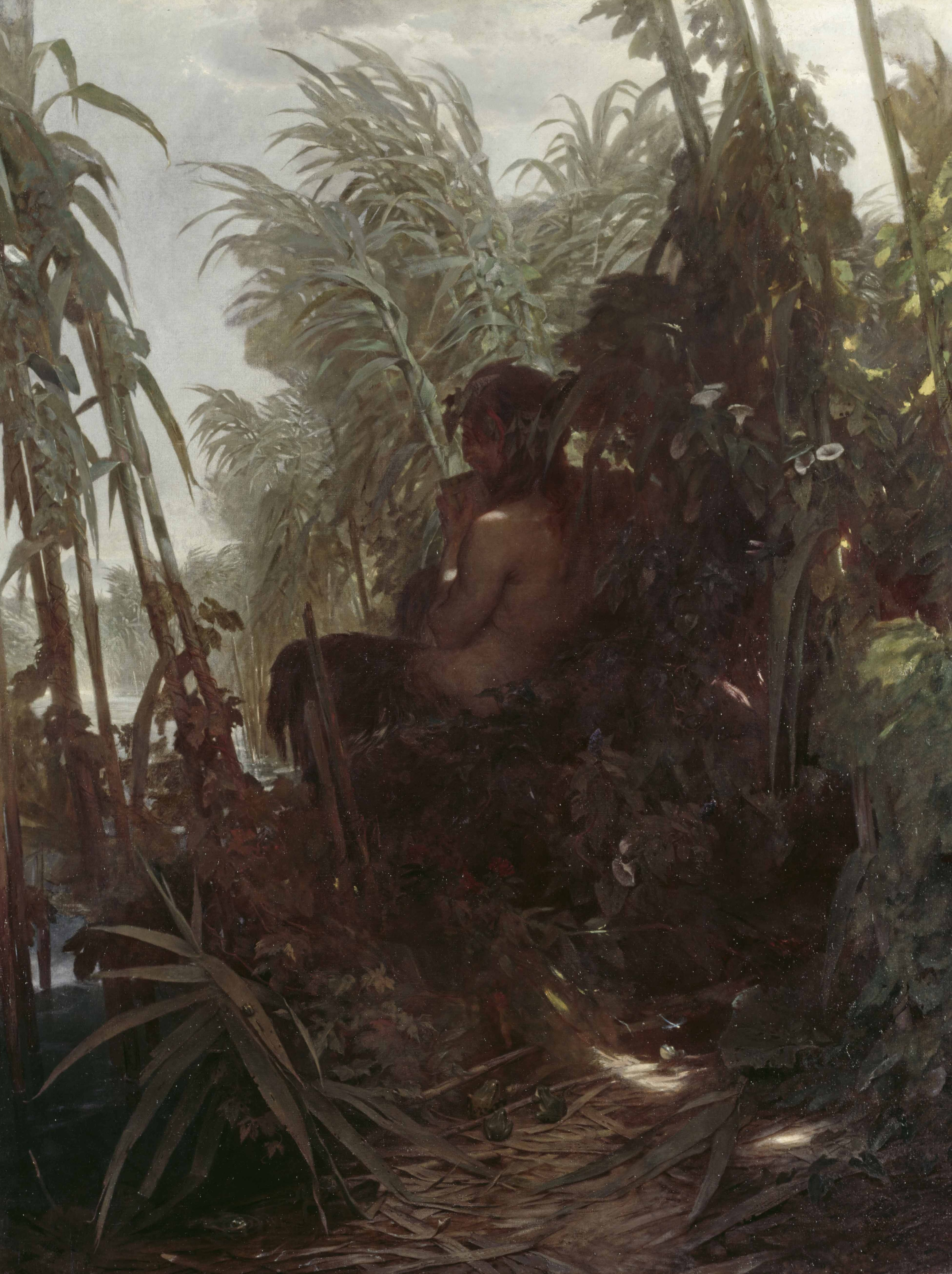
Arnold Böcklin Pan im Schilf (1858)

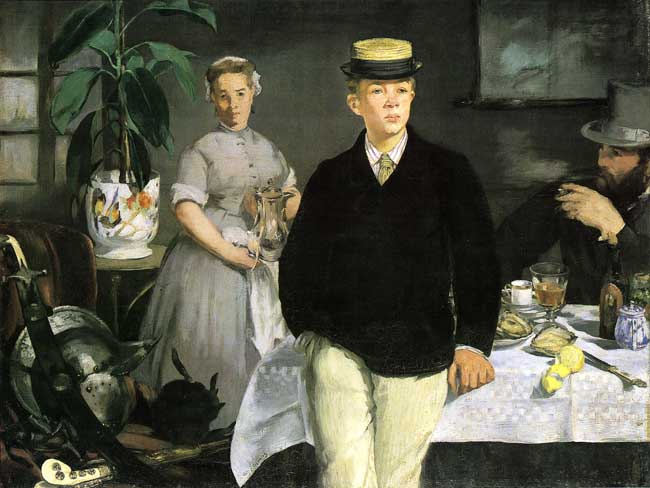
Édouard Manet Le déjeuner dans l'atelier (1868)

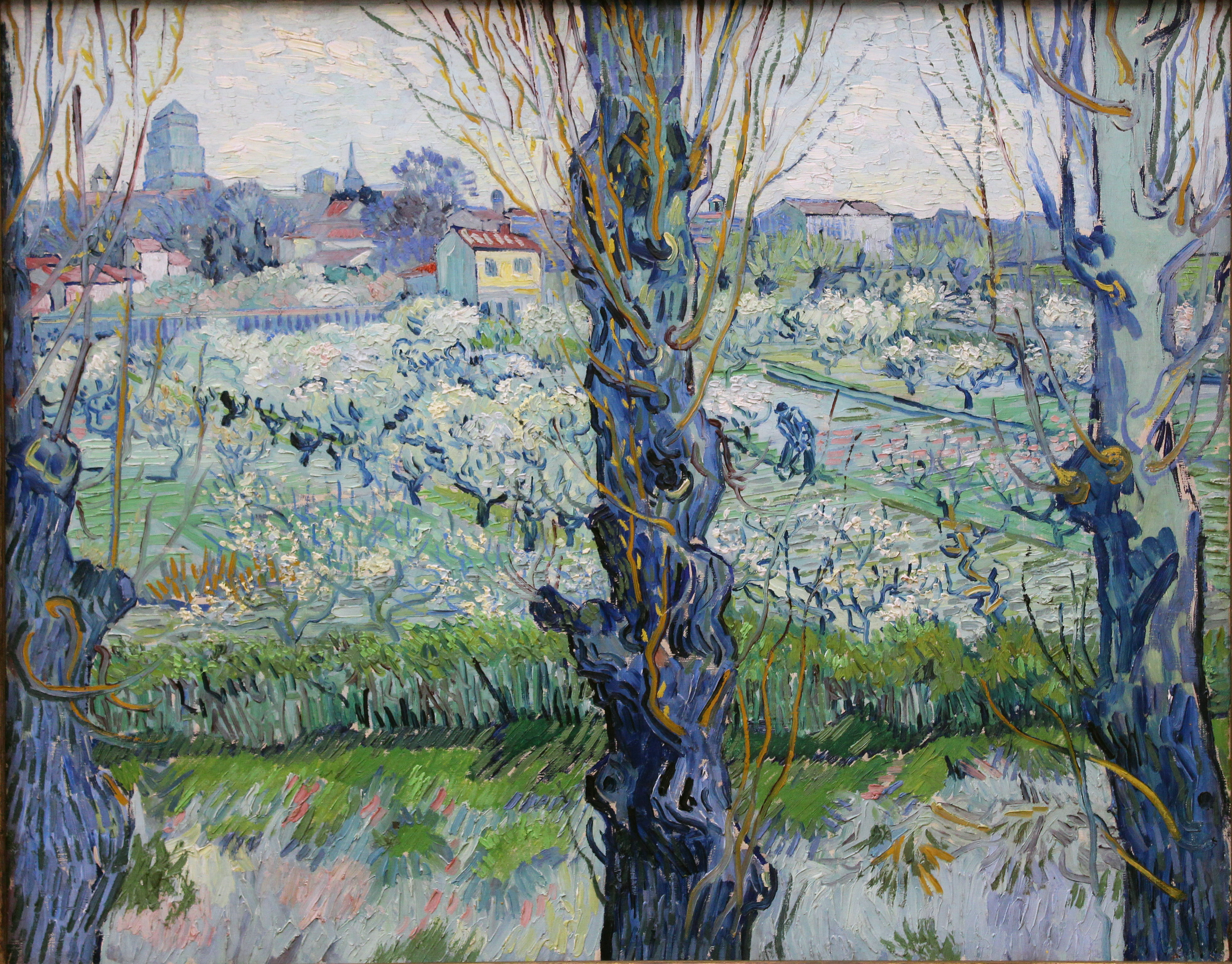
Vincent van Gogh, Blick auf Arles (1889)

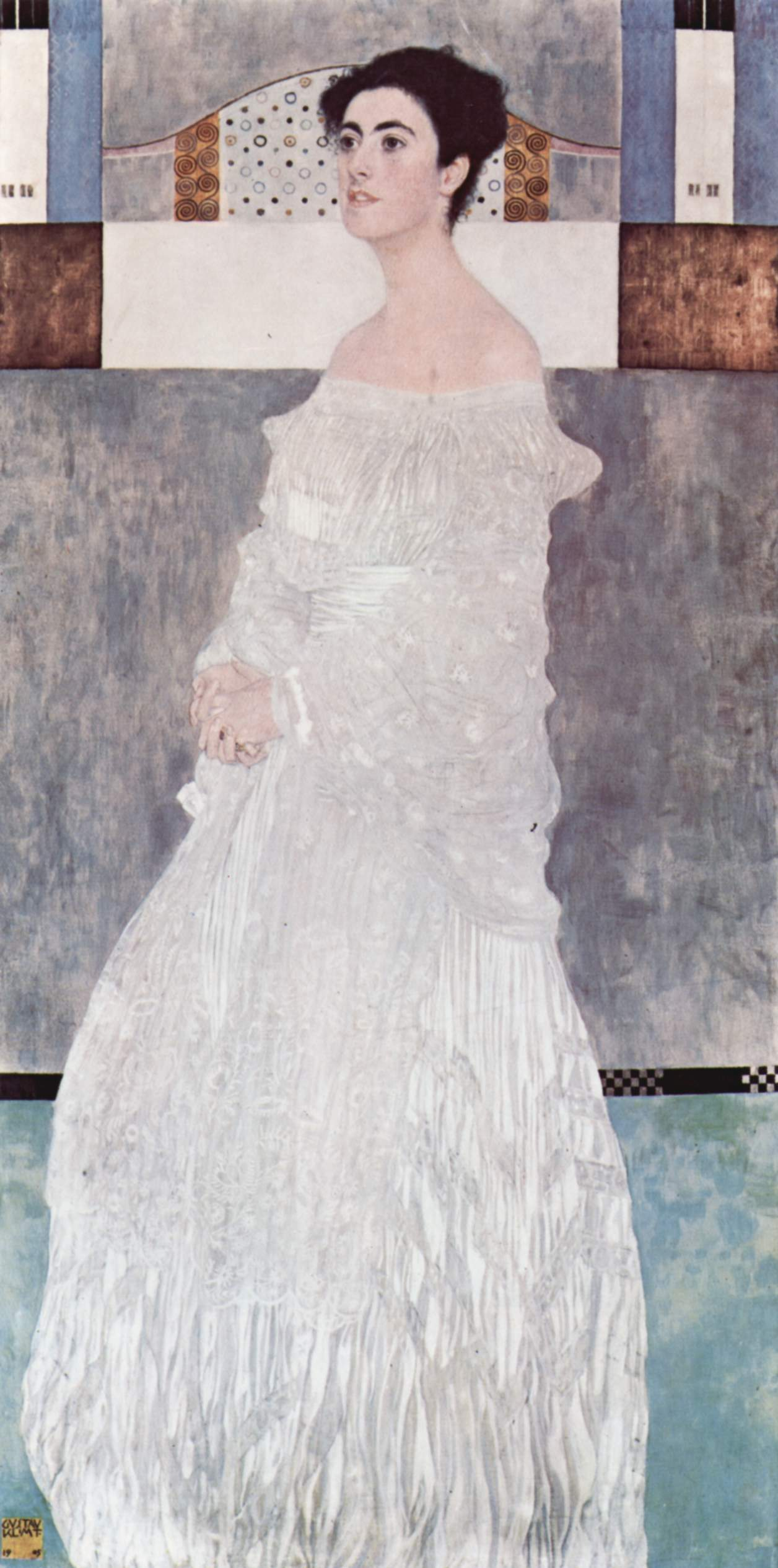
Gustav Klimt, Margaret Stonborough-Wittgenstein (1905)

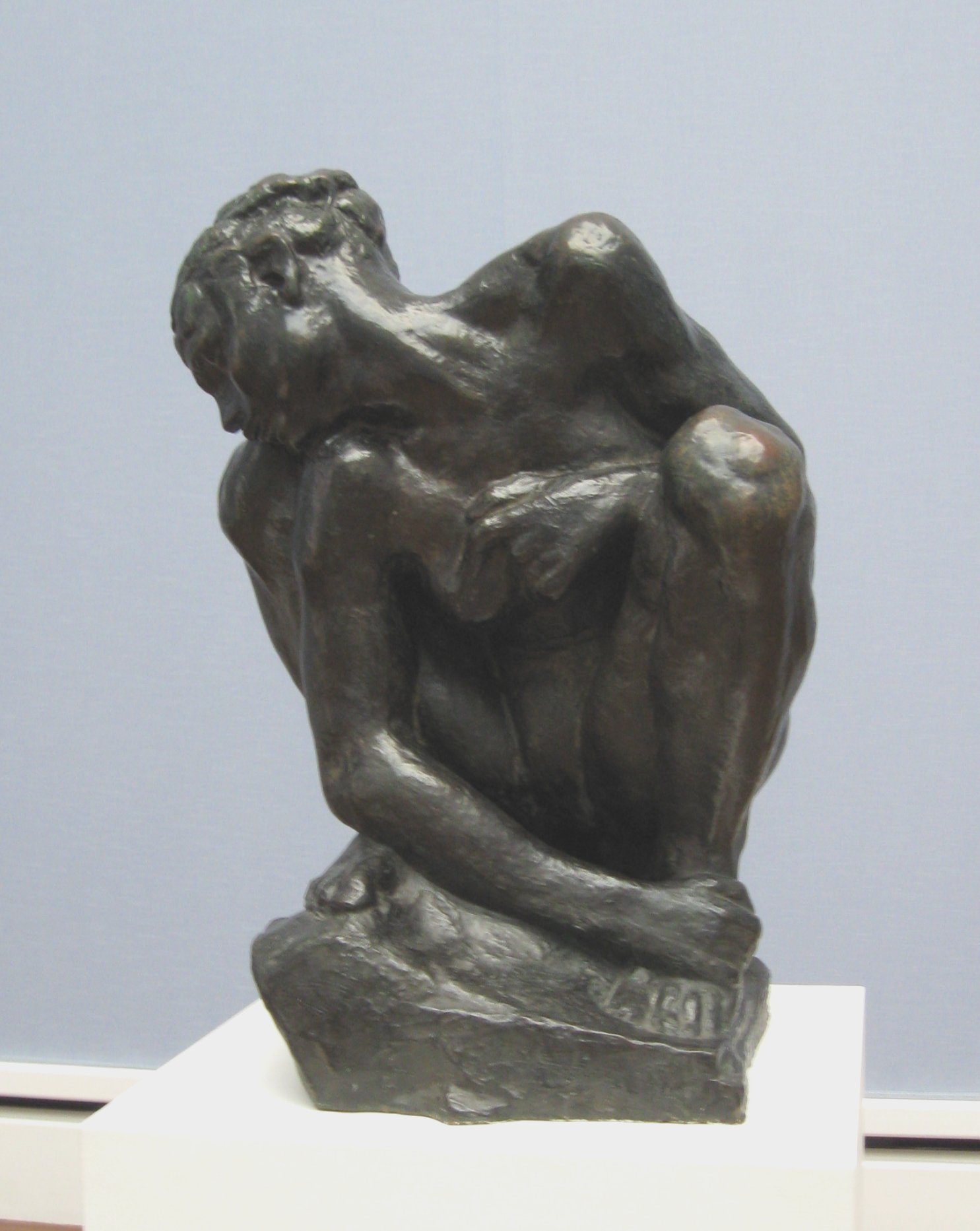
Auguste Rodin, Die Kauernde (1880/82)

- Esculturas

## Galería

Otras obras de la colección
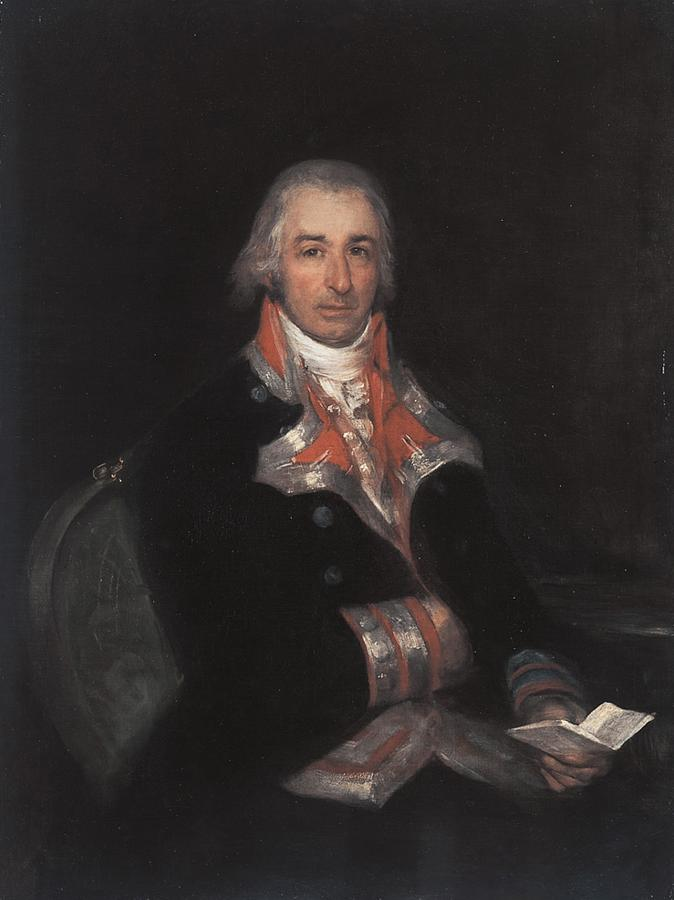
Francisco de Goya — Retrato de don José Queraltó como doctor del ejército
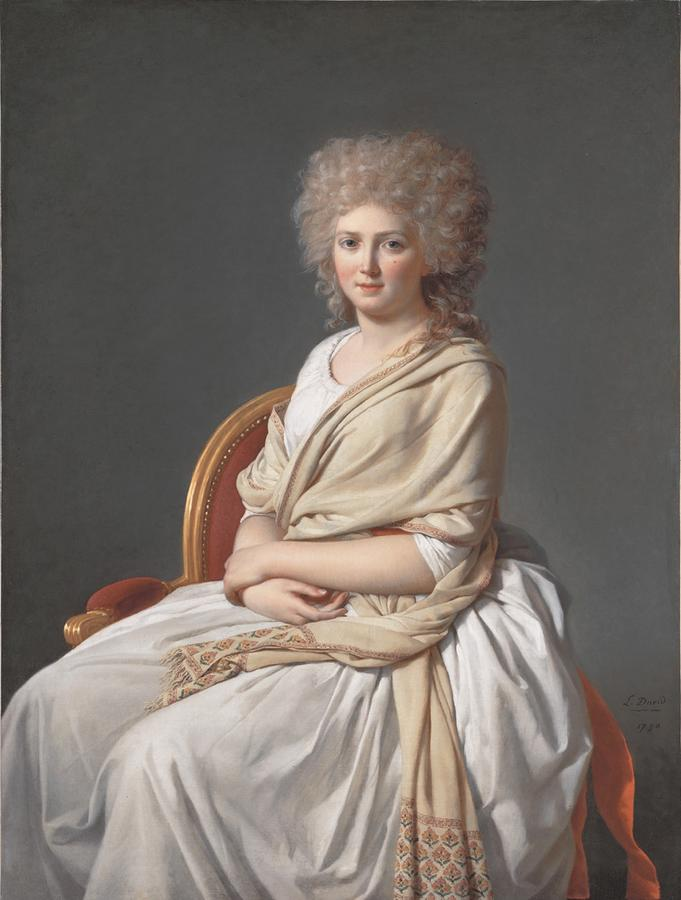
Jacques-Louis David — Retrato de Anne-Marie-Louise Thélusson, Condesa de Sorcy
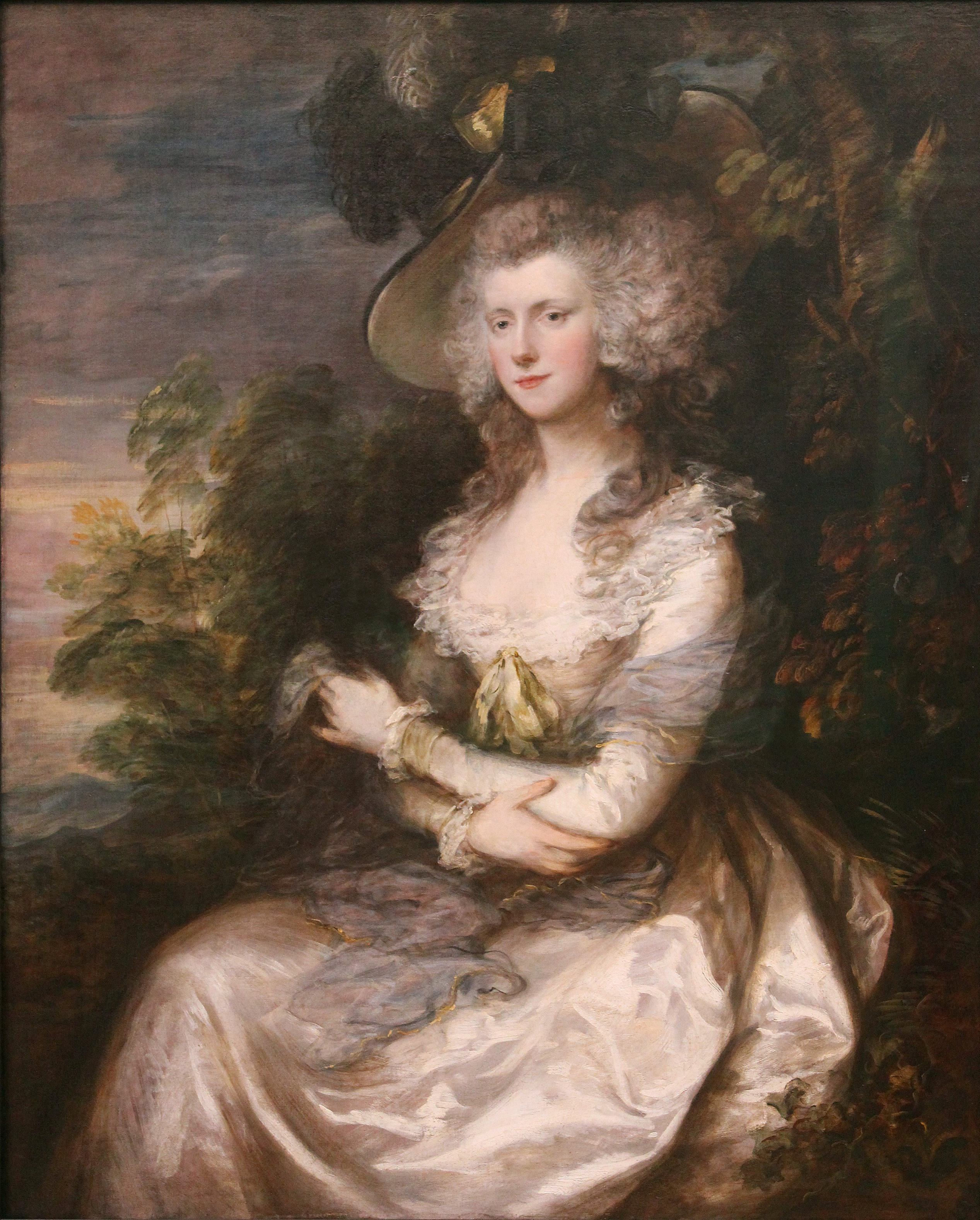
Thomas Gainsborough — Retrato de Mrs. Thomas Hibbert
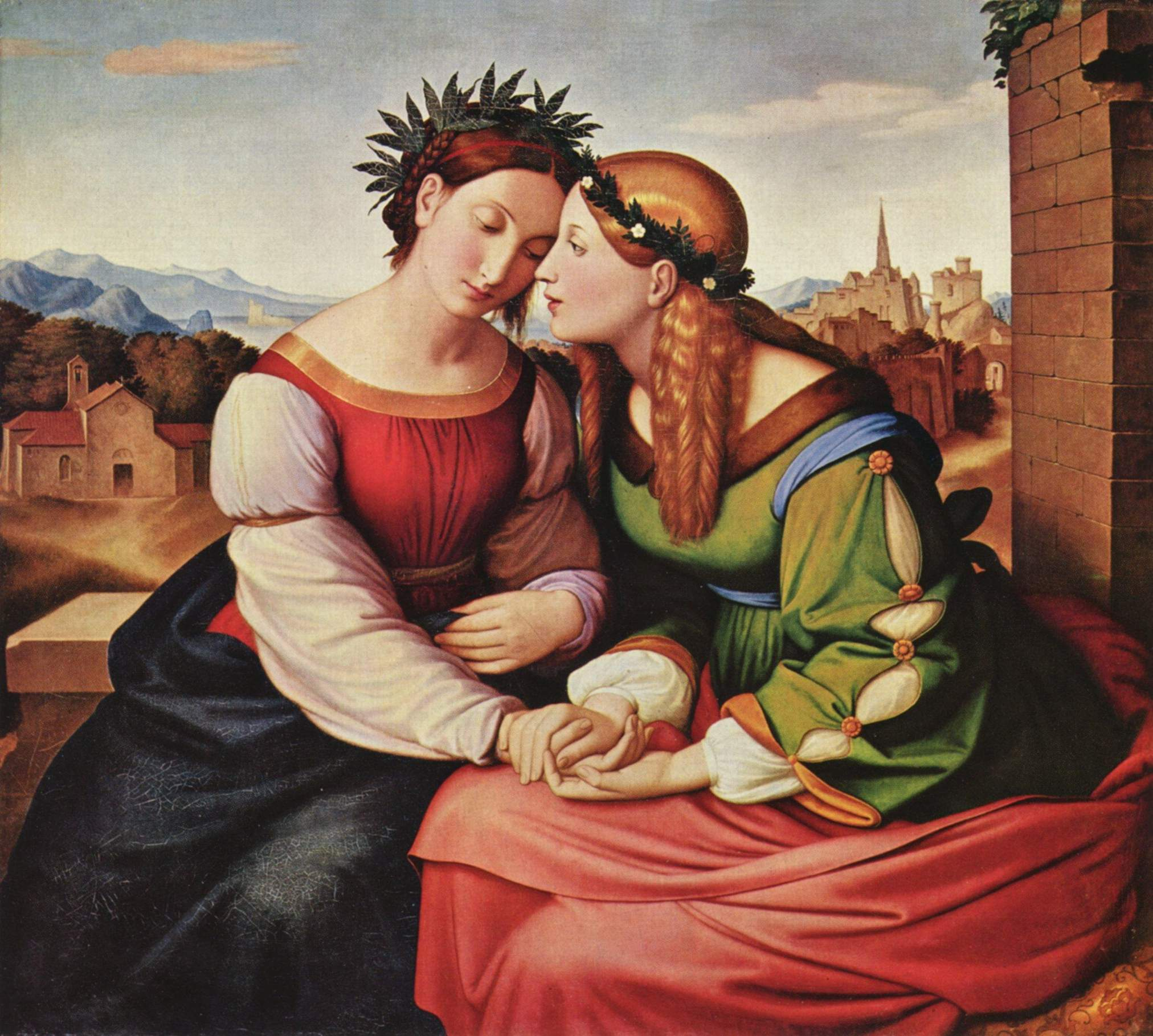
Friedrich Overbeck — Alegoría de Italia y Germania
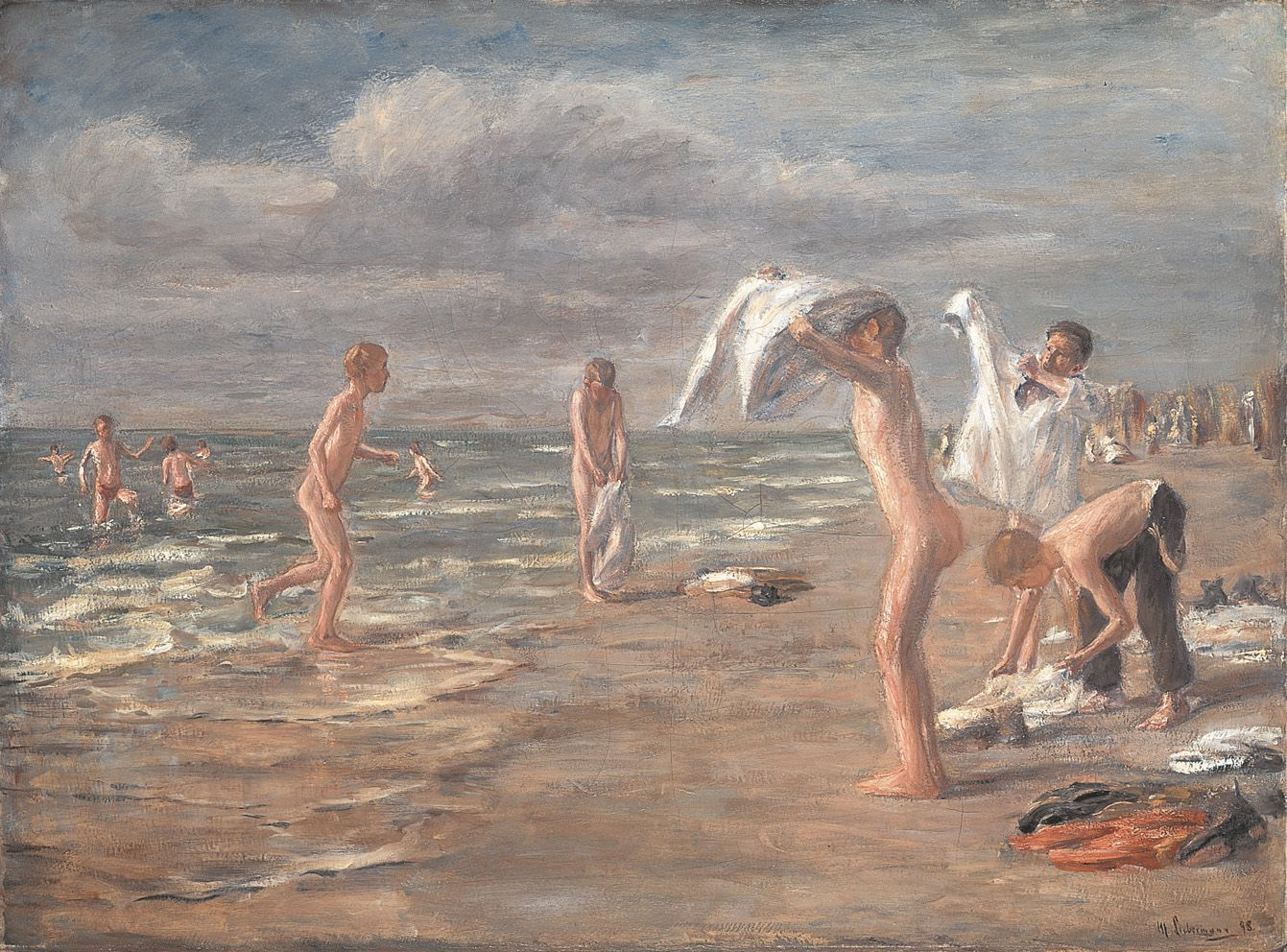
Max Liebermann — Chicos bañándose
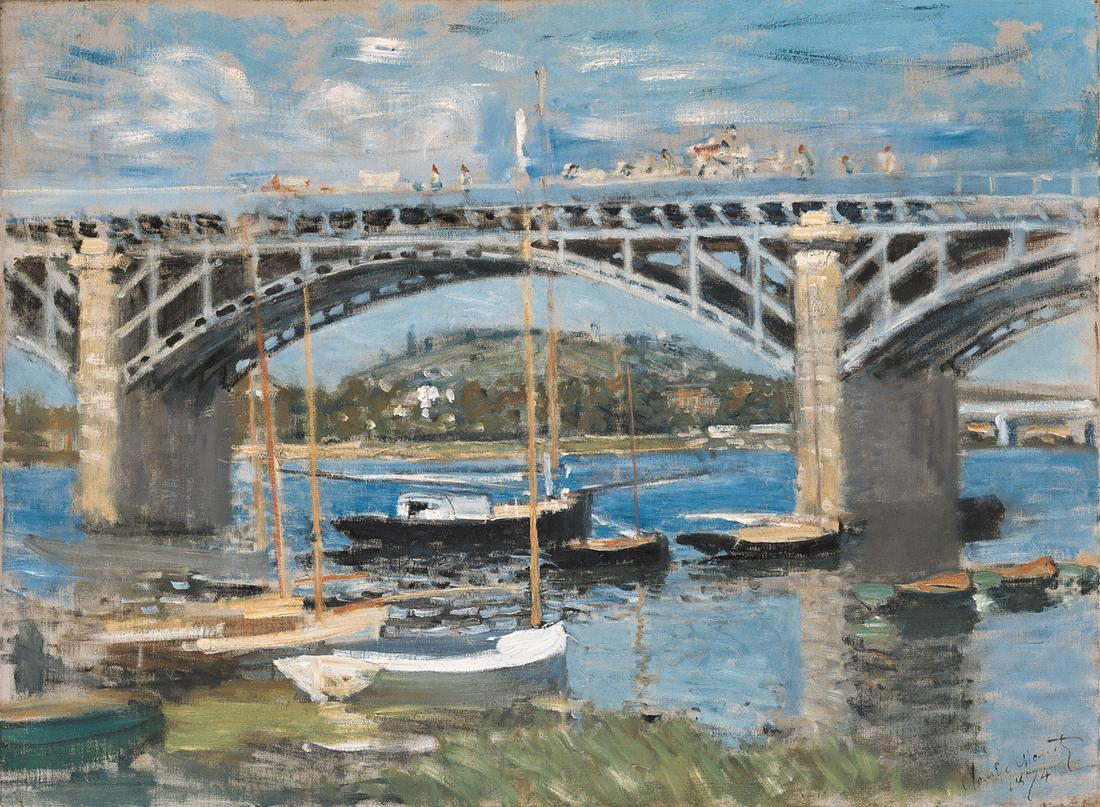
Claude Monet — El puente de Argenteuil
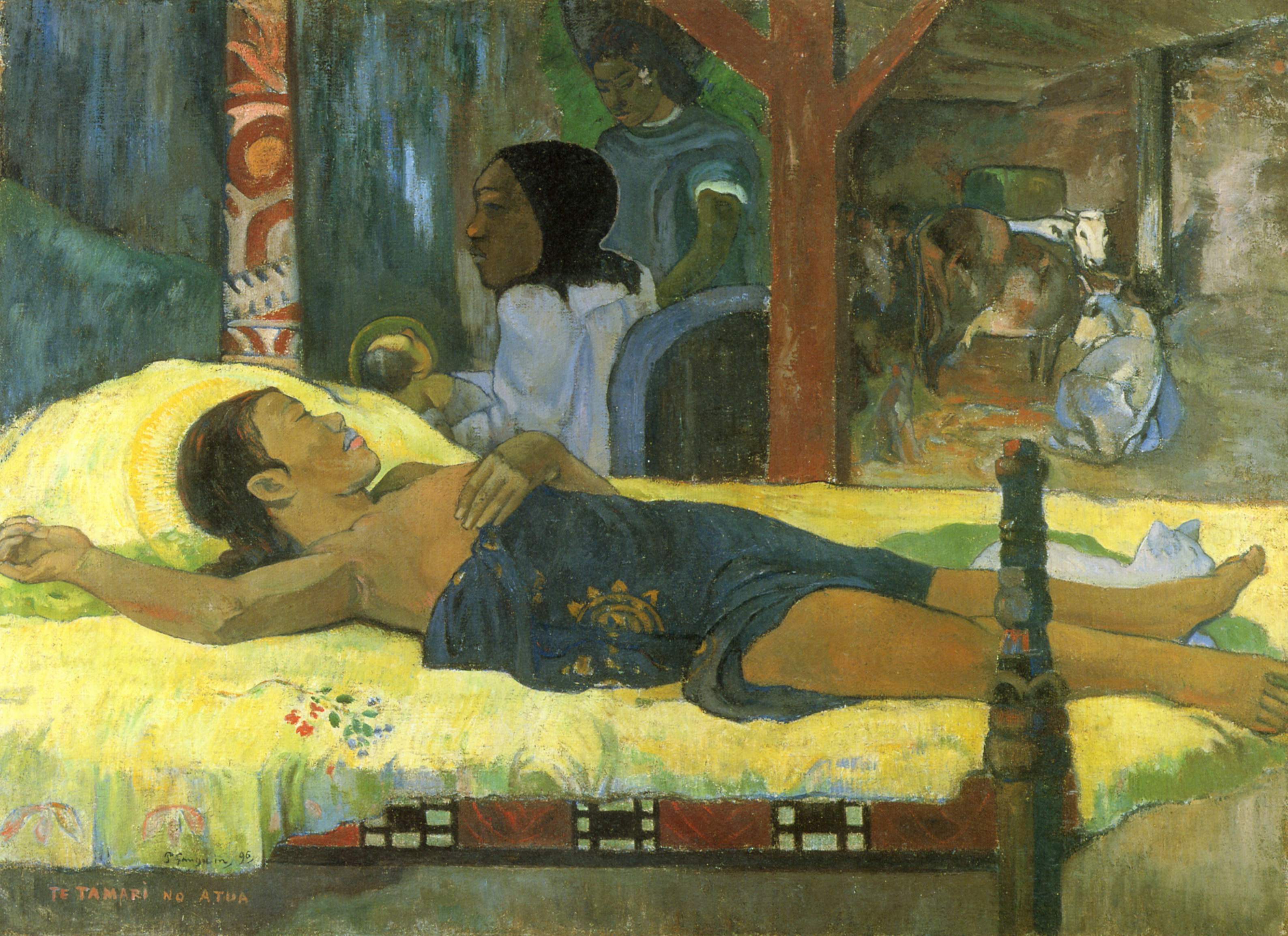
Paul Gauguin — Te tamari no atua
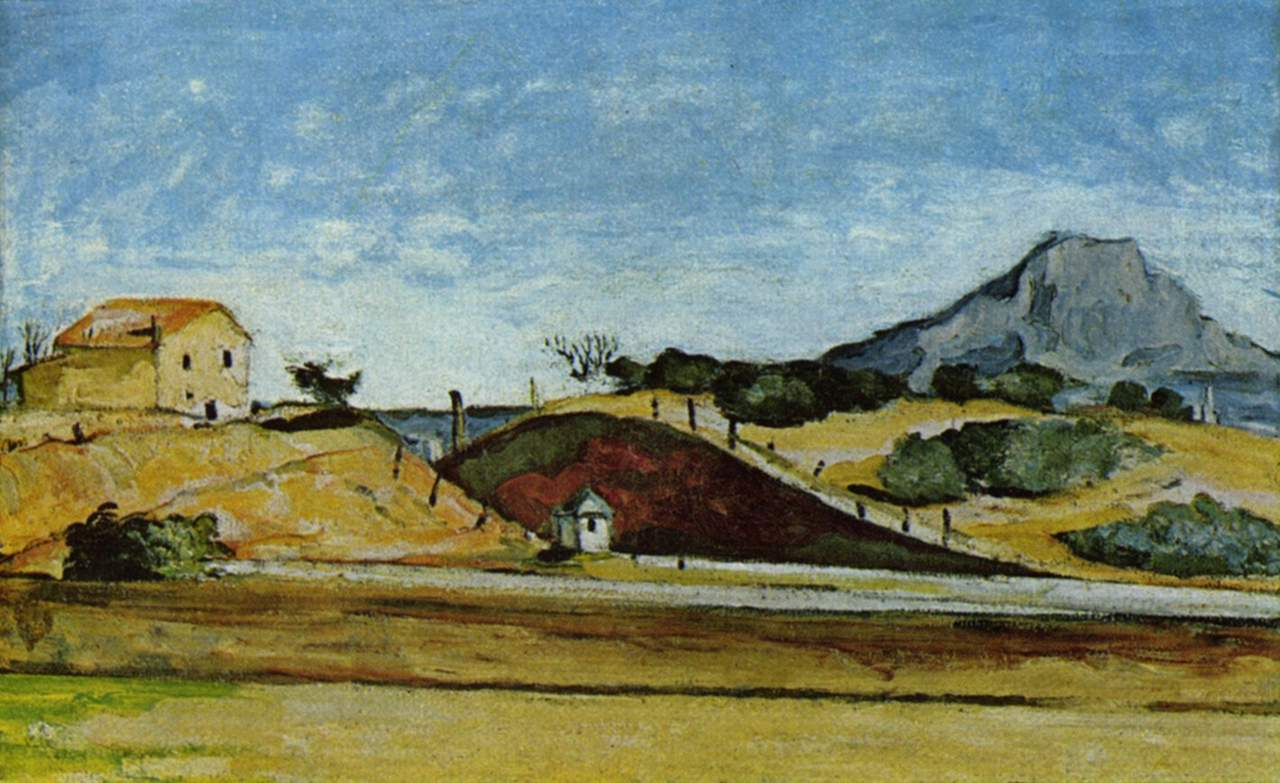
Paul Cézanne — Paisaje con obras de una línea de ferrocarril
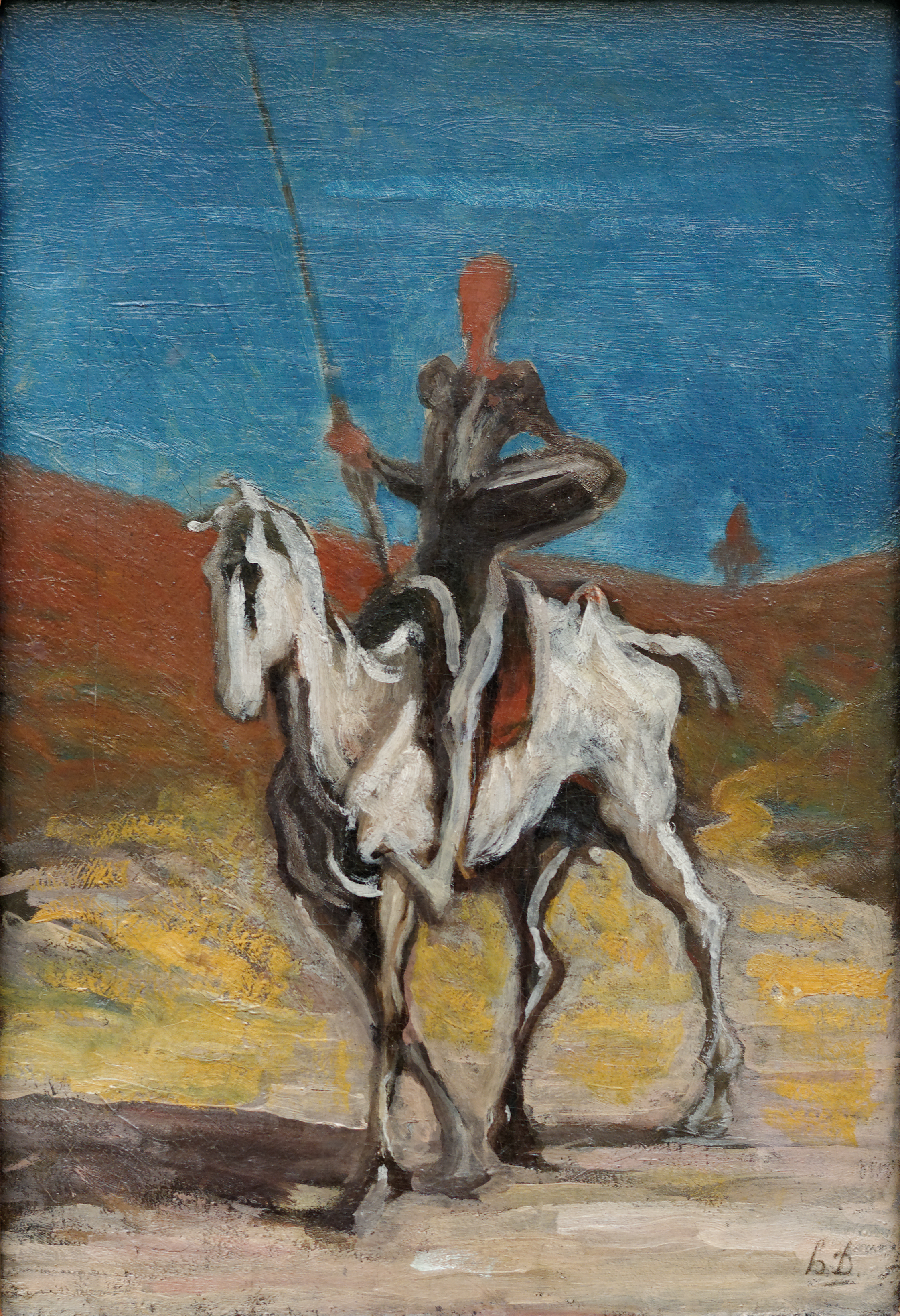
Honoré Daumier — Don Quijote y Sancho Panza c. 1868
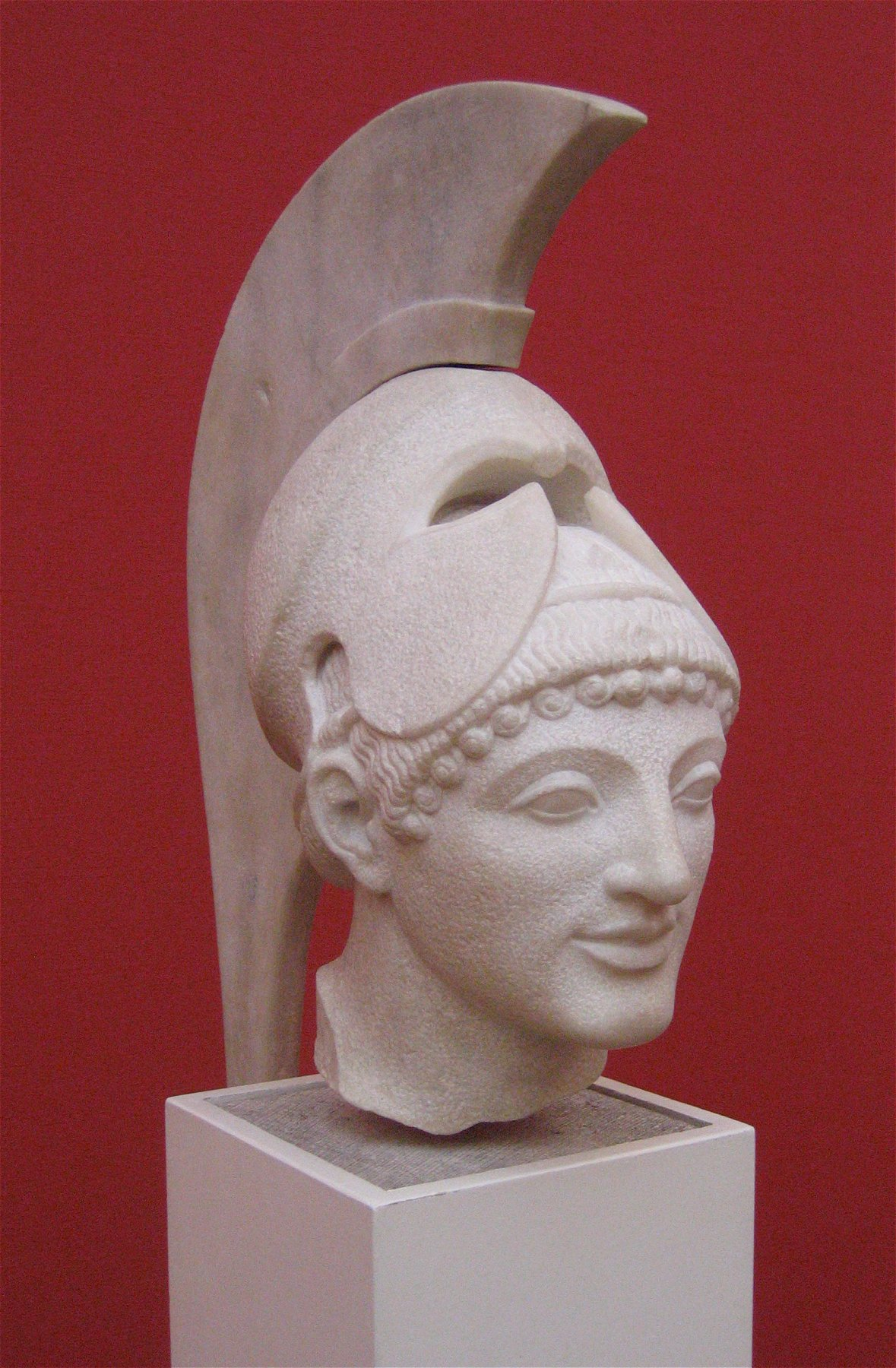
Bertel Thorvaldsen— Cabeza de guerrero c. 1812
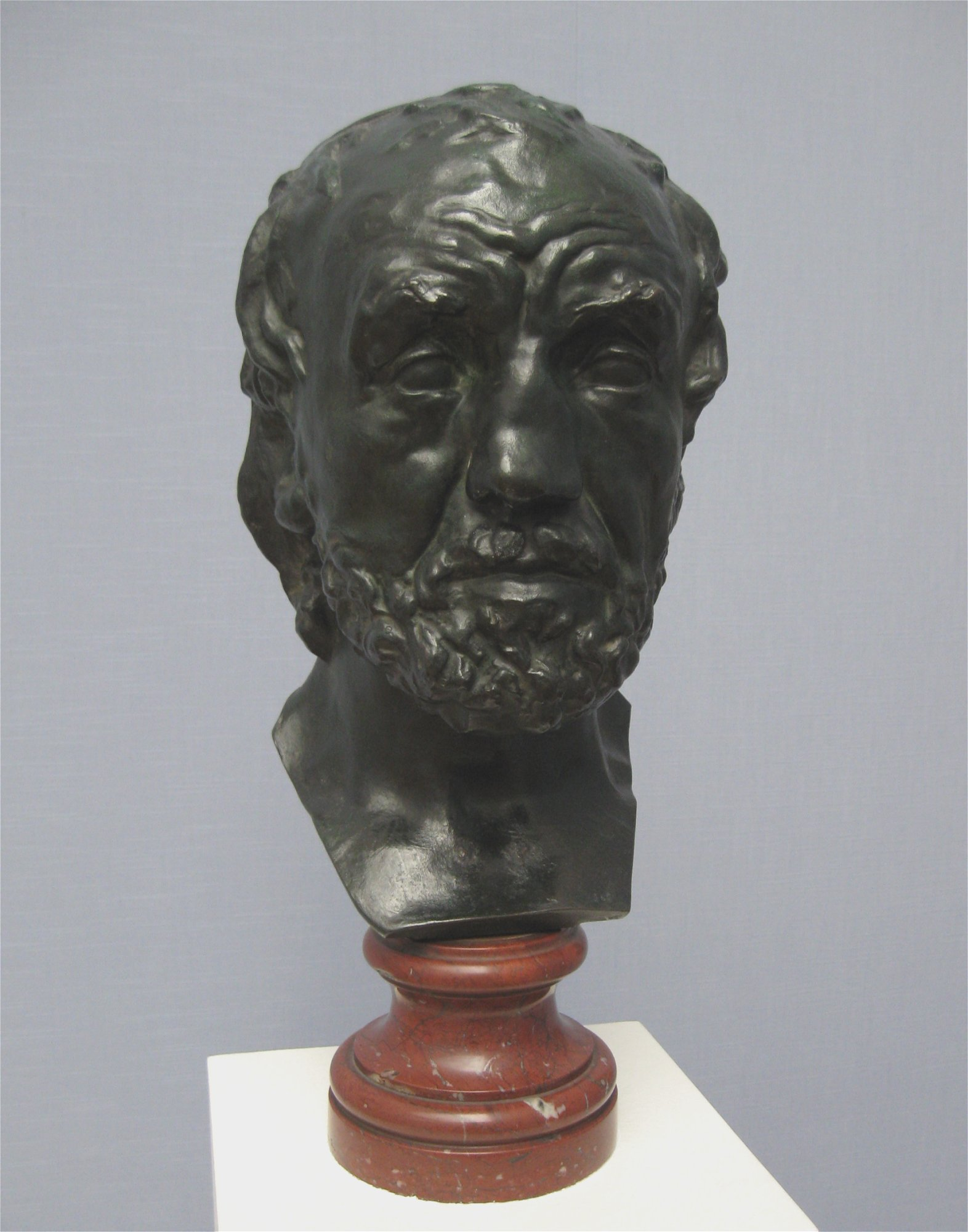
Auguste Rodin— Hombre con la nariz rota c. 1863
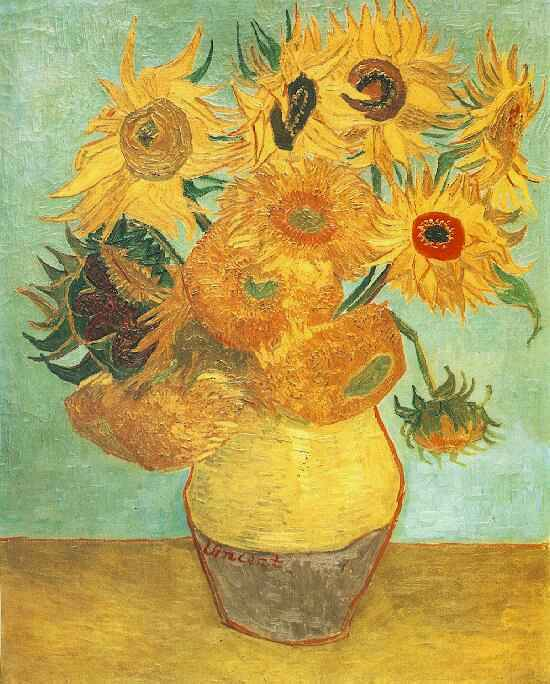
Vincent van Gogh — Jarrón con doce girasoles c. 1889